# Captura fluvial

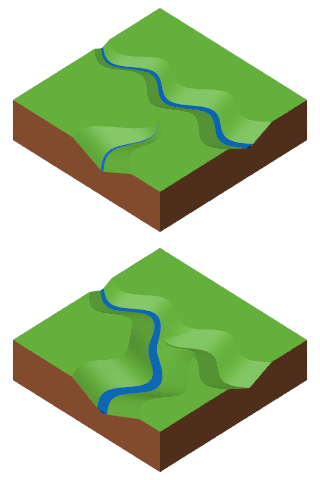
Esquema da captura de um rio por outro com maior poder de incisão.

A captura fluvial é um fenómeno hidrográfico em que a erosão remontante de um rio abre uma brecha no leito de outro rio (aproximadamente perpendicular ao primeiro), capturando as suas águas, deixando-o sem caudal. O leito resultante costuma adoptar uma geometria típica de cotovelo de captura.
Casos interessantes de captura fluvial:
- Rio Bazágueda, em Portugal.
- Canal do Cassiquiare, no Brasil.

A erosão remontante responsável pela captura fluvial pode ser facilitada por processos como:
- Movimentos tectónicos ao longo de falhas.
- Erosão
  - Erosão remontante de um rio sobre outro.
  - Erosão lateral em meandros.
  - Karst subterrâneo que pode dar início ao desvio das águas de uma bacia mais elevada para uma inferior.
- Represas naturais criadas por deslizamento de terras ou pelo avanço de línguas glaciares.

O processo de captura fluvial tem lugar em períodos de tempo curtos no contexto geológico, da ordem de dezenas ou centenas de milhares de anos.